# Бейтс (озеро)
Бейтс (англ. Bates Lake; тутчоне Tashäl Mǟn) — озеро на северо-западе Канады. Располагается в южной части территории Юкон. Относится к бассейну среднего течения реки Алсек.
По озеру названа река Бейтс, вытекающая из его юго-западной оконечности. Название озера на южной разновидности языка тутчоне Tashäl Mǟn переводится как «глубокое озеро». 
Озеро имеет продолговатую форму, вытянутую в направлении северо-восток — юго-запад. Сообщается с соседним озером Маш через протоку на северо-востоке.